# Perőcsény
Perőcsény là một thị trấn thuộc hạt Pest, Hungary. Thị trấn này có diện tích 41,4 km², dân số năm 2010 là 324 người, mật độ 8 người/km².